# Champion malgré lui
Pour plus de détails, voir Fiche technique et Distribution.
Champion malgré lui (Feudin', Fussin' and A-Fightin) est un film américain réalisé par George Sherman, sorti en 1948.

## Fiche technique
- Titre original : Feudin', Fussin' and A-Fightin'
- Titre français : Champion malgré lui
- Réalisation : George Sherman
- Scénario : D. D. Beauchamp d'après sa nouvelle The Wonderful Race at Rimrock
- Photographie : Irving Glassberg
- Montage : Edward Curtiss
- Musique : Leith Stevens
- Société de production : Universal Pictures
- Pays de production : États-Unis
- Format : Noir et blanc - 1,37:1
- Genre : comédie
- Durée : 78 minutes
- Date de sortie : 1948

## Distribution
- Donald O'Connor : Wilbur McMurty
- Marjorie Main : Maribel Mathews
- Percy Kilbride : Billy Caswell
- Penny Edwards : Libby Mathews
- Joe Besser (en) : Sharkey Dolan
- Harry Shannon : Chauncey
- Fred Kohler Jr. (en) : Emory Tuttle
- Howland Chamberlain : Doc Overholt
- Edmund Cobb : Conducteur
- I. Stanford Jolley (en) : Garde